# 泪痕 (单曲)
泪痕是一首屢獲殊榮並被多次翻唱的R＆B的流行歌曲，由奇蹟樂團1965年在摩城唱片的Tamla廠牌下推出。這首歌被認為是奇蹟樂團的最好的錄音之一，在兩年內它售出了超過一百萬張，使之成為奇蹟樂團的第四張百萬銷量的錄音。它也被入選的格萊美廳，並在滾石雜誌評選出的所有時刻500個最偉大的歌曲中位列第50。

## 脚注